# Хумаравейх
Абу аль-Джейш Хумаравейх ибн Ахмед ибн Тулун (864—896) — второй правитель государства Тулунидов (884—896), сын Ахмеда ибн Тулуна.

## Биография
Хумаравейх являлся сыном первого тулунидского эмира Египта тюркского происхождения Ахмеда ибн Тулуна и наложницы Мейяз, подаренной ему в 863 г. халифом Аль-Мустаином в качестве награды за службу. Ахмед ещё при жизни объявил Хумаравейха своим наследником, несмотря на то, что он был рождён от наложницы.
После смерти отца Хумаравейху пришлось вновь завоевывать Сирию, которую попытались вернуть себе багдадские халифы. Аль-Муваффак взвесив силы, решил не нападать один на слишком могучего вассала. Направив собственные войска против Дамаска, он уполномочил в то же время Исхака ибн Кундаджика, владетельного князя Мосула, и Мухаммеда ибн Абу-с-Саджа, наместника в Амбаре и на среднем Евфрате, вступить вместе с ним в Сирию, обещая им в будущем увеличение их владений. Благодаря этому с первого натиска Сирия была отторгнута от Египта. Кроме того, от Хумаравейха в лагерь противника бежал Ахмад ибн Мухаммед аль-Васити, давний и ключевой союзник его отца. Но победители перессорились при разделе добычи. Так что в 885 году командующий багдадскими войсками Аль-Мутадид ибн аль-Муваффак, был покинут на произвол судьбы Саджидами и Исхаком. В последовавшей битве при Ат-Тавахине 5/6 апреля Хумаравейх лично столкнулся с аль-Мутадидом. Аббасиды изначально одержал победу, заставив Хумаравейха бежать, но затем попали в засаду оставшихся тулунидских сил во главе с Саадом аль-Айсаром и были разгромлены. Аль-Мутадид бежал с поля боя, в то время как бо́льшая часть его армии была взята в плен. Тулуниды снова завладели Сирией и даже подавили вспыхнувшее там в 886 году восстание. Упорная война продолжалась два года и окончилась победой Хумаравейха. В конце 886 г. он вторгся в Ирак и стал грозить столице халифата. Это заставило Аббасидов официально признать все его завоевания. В том же 886 году Аль-Муваффак вынужден был подписать договор, по которому признавал власть Тулунидов над Египтом и Сирией на ближайшие 30 лет.
Аль-Муваффак решил, что самое лучшее будет постараться натравить правителей Месопотамии на Сирию и выждать, когда обе стороны дойдут до полного истощения сил. Довольный формальным утверждением Хумаравейха в наместничестве Сирией и Египтом в обмен на обязательство упоминать имя халифа за пятничным богослужением аль-Муваффак затеял в угоду правителю государства ожесточенную борьбу с Мухаммедом и Исхаком. А их главной целью было, отторгнуть побольше друг у друга земли, поэтому то один, то другой принимали временами сторону Хумаравейха. Во всей Месопотамии воцарился полный беспорядок. Как бы то ни было, в 887 году под контроль Хумаравейха перешла значительная часть Месопотамии. Хумаравейх придавал особое значение показному формализму. Огромных денег стоило эмиру в 890 году уговорить Язмана аль-Кадима, не обращавшего особого внимания в своем укреплённом Тарсе на Багдад и Египет, упоминать отныне и имя Хумаравейха на пятничном богослужении. Эмир решил, что таким образом он становится настоящим властелином «оборонительных линий». Он также полагал, что халиф аль-Мутадид у него в руках, когда 892 году повелитель за огромное количество денег соизволил утвердить его наместником и подтвердил условия договора 886 года, а в 894 году оказал даже честь посватать его дочь Катр аль-Наду. Хумаравейх потратил 1,5 млн золотых динариев на свадьбу и приданое, а чтоб не потерять высокое благоволение, стал усердно выплачивать дань, не пропуская ни одного года. Таким образом, у аль-Мутадида теперь появились деньги, а переполненные подвалы, оставленные Ахмедом ибн Тулуном, быстро начали пустеть. 18 января 896 года эмир Хумаравейх был убит в гареме рассвирепевшими женщинами, а по другой версии евнухами, когда находился в замке под Дамаском. Власть перешла к его старшему сыну Джейшу.

## Итоги правления
К 890 г. государство Тулунидов достигло своих максимальных размеров: границы его простирались от Судана на юге до Адана на севере, от Триполи на западе, до берегов Тигра на востоке. Но это могущество оказалось недолговечным. После прихода к власти Хумаравейх оставшиеся по смерти Ахмеда в государственной кассе 10 миллионов динариев снова пустил во всеобщее обращение. Хумаравейх вёл праздную жизнь, полную удовольствий. Он без счёта тратил деньги на строительство пышных дворцов и удовлетворение своих прихотей. Так, выдавая в 894 г. свою дочь за халифа аль-Мутадида, Хумаравейх истратил на свадьбу и приданое дочери более 1,5 млн золотых динаров. Пишут, что даже стволы деревьев в его саду были покрыты золотыми и серебряными покровами. Его безумная расточительность быстро привела государство к кризису. Если после смерти Ахмеда в казне насчитывалось свыше 10 миллионов золотых динаров, то после 12-летнего правления Хумаравейха не осталось ничего. Итогом его политики стали административный хаос и неповиновение армии.
Он характеризовался, как добродушный, весьма падкий ко всякого рода развлечениям молодой человек. Эмир испытывал неприязнь ко всякого рода воинским предприятиям, предпочитая зачастую следовать мудрой политике страуса при встрече с затруднениями. Пока он был в живых, всё оставалось по-прежнему, но после его внезапной смерти оказалось, что семья Тулунидов была опутана крепкой сетью, и стоило небольших усилий впоследствии окончательно накрыть ею весь этот княжеский род.